# Masato Yoshihara
Masato Yoshihara (jap. 吉原 正人, Yoshihara Masato; * 27. Oktober 1991 in Fukuoka) ist ein japanischer Fußballspieler.

## Karriere
Yoshihara wechselte 2010 aus der Jugend zu den Profis von Avispa Fukuoka, die zu diesem Zeitpunkt in der J. League Division 2, der zweiten japanischen Liga, spielten. Am 6. März 2010, dem 1. Spieltag, debütierte er beim 3:1-Erfolg über Ventforet Kofu. Er stieg mit seiner Mannschaft am Ende der Saison in die J. League Division 1 auf. Im Oktober 2010 fiel er durch eine Verletzung am Kreuzband für den Rest der Saison aus. Sein erster Einsatz nach der Verletzung war am 29. Mai 2011. Nun feierte auch in der 1. Liga sein Debüt, bei der 2:5-Niederlage gegen Nagoya Grampus spielte er von Beginn an. Fukuoka stieg am Ende der Saison wieder ab. In der kommenden Saison stand Yoshihara lediglich einmal im Kader und wurde nicht eingesetzt. Sein Vertrag wurde am Ende der Saison nicht verlängert. Ab Januar 2013 war er vereinslos und spielte bei verschiedenen Clubs vor. Schließlich verpflichtete ihn zum 1. Juli 2013 der deutsche Verein Alemannia Aachen. 
Von Februar 2015 bis Dezember 2016 spielte Yoshihara noch in Kambodscha bei Angkor Tiger und wird seitdem als vereinslos geführt.

## Erfolge
- Aufstieg in die J. League Division 1: 2010